# Будзен
Будзен (яп. 豊前市 Будзэн-си) — город в Японии, находящийся в префектуре Фукуока. Площадь города составляет 111,17 км², население — 26 180 человек (1 августа 2014), плотность населения — 235,50 чел./км².

## Географическое положение
Город расположен на острове Кюсю в префектуре Фукуока региона Кюсю. С ним граничат город Накацу и посёлки Тикудзё, Йоситоми, Коге.

## Население
Население города составляет 26 180 человек (1 августа 2014), а плотность — 235,50 чел./км². Изменение численности населения с 1980 по 2005 годы:
| 1980 | 31 701 чел. |  |
| 1985 | 31 985 чел. |  |
| 1990 | 31 089 чел. |  |
| 1995 | 29 716 чел. |  |
| 2000 | 29 133 чел. |  |
| 2005 | 28 104 чел. |  |

## Символика
Деревом города считается восковница красная, цветком — Hymenanthes.